# Toriizuka Nobuhito
Nobuhito Toriizuka (sinh ngày 7 tháng 8 năm 1972) là một cầu thủ bóng đá người Nhật Bản.

## Sự nghiệp câu lạc bộ
Nobuhito Toriizuka đã từng chơi cho Cosmo Oil Yokkaichi, Consadole Sapporo, Tonan Gunma và Thespa Kusatsu.